# Syrrhopodon hainanensis
Syrrhopodon hainanensis är en bladmossart som beskrevs av William Dean Reese och Lin Pan-juan 1991. Syrrhopodon hainanensis ingår i släktet Syrrhopodon och familjen Calymperaceae. Inga underarter finns listade i Catalogue of Life.